# Scuola Galileiana di Studi Superiori
De Scuola Galileiana di Studi Superiori of Galileihogeschool is een hogeschool onder bestuur van de universiteit van Padua, in de Noord-Italiaanse regio Veneto. De hogeschool is genoemd naar professor Galileo Galilei, een baanbreker in onderzoek van exacte wetenschappen en filosofie.
De universiteit richtte deze hogeschool op in 2004. Ze leidt studenten op in een van de volgende drie wetenschappelijke domeinen: exacte wetenschappen; filosofie en talen; politieke en sociale wetenschappen. Slagen in een toegangsproef vooraf is vereist. De begeleiding tussen docent en student is intensief en daarom wordt de hogeschool kleinschalig gehouden, met zowat een dertigtal studenten.
Na de opleiding kunnen studenten zich inschrijven aan de universiteit of beroepshalve wetenschappelijk onderzoek bedrijven.